# Ганнес Вольф (футболіст, 1999)
Ганнес Вольф (нім. Hannes Wolf, нар. 16 квітня 1999, Грац) — австрійський футболіст, півзахисник клубу «Нью-Йорк Сіті».

## Клубна кар'єра
Народився 16 квітня 1999 року в місті Грац. Вихованець ряду юнацьких команд австрійських футбольних клубів, останньою з яких став зальцбурзький «Ред Булл», куди гравець потрапив у 2014 році. Закінчив її в 2016 році після чого був переведений у фарм-клуб, «Ліферінг», який виступав у другому за рівнем дивізіоні Австрії. 26 лютого 2016 року дебютував за команду в поєдинку проти «Санкт-Пельтена». Всього в дебютному сезоні провів 10 матчів.
У сезоні 2016/17 став основним гравцем «Ліферінга» і провів 25 матчів, забивши шість м'ячів. Це дозволило йому брати участь у тренуваннях з «Ред Буллом», і 17 грудня 2016 року Вольф дебютував у основній команді в австрійській Бундеслізі поєдинком проти «Вольфсберга», вийшовши на заміну на 85-ій хвилині замість Такумі Мінаміно. Всього в дебютному сезоні провів 3 зустрічі, вигравши з командою «золотий дубль». Крім того з юнацькою командою до 19 років став переможцем Юнацької ліги УЄФА 2016/17. А вже наступний сезон 2017/18 розпочав як гравець стартового складу «Ред Булла», допомігши команді вчергове стати чемпіоном країни. 5 серпня 2017 року забив свій перший м'яч у ворота команди «Адміра Ваккер». Загалом за три сезони відіграв за команду із Зальцбурга 52 матчі в національному чемпіонаті.
На початку 2019 року було оголошено, що влітку того ж року Вольф приєднається до іншого клубу, що належить корпорації Red Bull GmbH, німецького «РБ Лейпциг», з яким австрієць уклав п'ятирічну угоду. В сезоні 2019/20 він провів лише п'ять ігор за свою нову команду і в липні 2020 року був відданий у річну оренду з правом викупу до «Боруссії» (Менхенгладбах), куди його запросив Марко Розе, колишній головний тренер зальцбурзького «Ред Булла». Після закінчення оренди клуб скористався правом викупу.

## Виступи за збірні
2015 року дебютував у складі юнацької збірної Австрії, взяв участь у 4 іграх на юнацькому рівні.
З 2017 року залучається до складу молодіжної збірної Австрії. На молодіжному рівні зіграв у 6 офіційних матчах, забив 1 гол.

## Статистика виступів

### Статистика клубних виступів
Станом на 2 серпня 2020
| Сезон                | Команда              | Чемпіонат            | Чемпіонат | Чемпіонат | Національний кубок | Національний кубок | Національний кубок | Континентальні кубки | Континентальні кубки | Континентальні кубки | Інші змагання | Інші змагання | Інші змагання | Усього | Усього | Усього |
| Сезон                | Команда              | Ліга                 | Ігор      | Голів     | Ліга               | Ігор               | Голів              | Ліга                 | Ігор                 | Голів                | Ліга          | Ігор          | Голів         | Ігор   | Голів  |        |
| -------------------- | -------------------- | -------------------- | --------- | --------- | ------------------ | ------------------ | ------------------ | -------------------- | -------------------- | -------------------- | ------------- | ------------- | ------------- | ------ | ------ | ------ |
| 2015–16              | «Ліферінг»           | 1Л (ІІ)              | 10        | 1         | -                  | -                  | -                  | -                    | -                    | -                    | -             | -             | -             | 10     | 1      |        |
| 2016–17              | «Ліферінг»           | 1Л (ІІ)              | 25        | 6         | -                  | -                  | -                  | -                    | -                    | -                    | -             | -             | -             | 25     | 6      |        |
| Усього за «Ліферінг» | Усього за «Ліферінг» | Усього за «Ліферінг» | 35        | 7         |                    | -                  | -                  |                      | -                    | -                    |               | -             | -             | 35     | 7      |        |
| 2016–17              | «Ред Булл»           | БЛ                   | 3         | 0         | КА                 | 0                  | 0                  | ЛЧ+ЛЄ                | 0+1                  | 0                    | -             | -             | -             | 4      | 0      |        |
| 2017–18              | «Ред Булл»           | БЛ                   | 27        | 8         | КА                 | 5                  | 3                  | ЛЧ+ЛЄ                | 4+9                  | 0+1                  | -             | -             | -             | 45     | 12     |        |
| 2018–19              | «Ред Булл»           | БЛ                   | 22        | 8         | КА                 | 4                  | 2                  | ЛЧ+ЛЄ                | 4+10                 | 0+1                  | -             | -             | -             | 40     | 11     |        |
| Усього за «Ред Булл» | Усього за «Ред Булл» | Усього за «Ред Булл» | 52        | 16        |                    | 9                  | 5                  |                      | 28                   | 2                    |               | -             | -             | 89     | 23     |        |
| 2019–20              | «РБ Лейпциг»         | БЛ                   | 5         | 0         | КН                 | 0                  | 0                  | ЛЧ                   | 0                    | 0                    | -             | -             | -             | 5      | 0      |        |
| Усього за кар'єру    | Усього за кар'єру    | Усього за кар'єру    | 92        | 23        |                    | 9                  | 5                  |                      | 28                   | 2                    |               | -             | -             | 129    | 30     |        |

## Титули і досягнення
- Чемпіон Австрії (3):

«Ред Булл»: 2016–17, 2017–18, 2018–19
- Володар Кубка Австрії (2):

«Ред Булл»: 2016–17, 2018–19
- Переможець Юнацької ліги УЄФА (1):

«Ред Булл»: 2016–17